# Орхангазі (ільче)
Орхангазі (тур. Orhangazi) — ільче (округ) у складі ілу Бурса на заході Туреччини. Адміністративний центр — місто Орхангазі.

## Склад
До складу ільче (округу) входить 1 буджак (район) та 27 населених пунктів (6 міст та 21 село):

### Найбільші населені пункти
| №  | Населений пункт | Населення, осіб (2011) |
| -- | --------------- | ---------------------- |
| 1  | Орхангазі       | 56 703                 |
| 2  | Єнікьой         | 3 460                  |
| 3  | Чакирли         | 1 810                  |
| 4  | Сьольоз         | 1 542                  |
| 5  | Єнісьольоз      | 1 375                  |
| 6  | Нарлиджа        | 1 269                  |
| 7  | Геделек         | 1 253                  |
| 8  | Керамет         | 1 221                  |
| 9  | Юрегіл          | 962                    |
| 10 | Челтікчі        | 717                    |